# 威廉·巴利
威廉·巴利（英語：William Barley；1565年？—1614年），一位英国书商和出版商。1587在布料店完成学徒生涯后，他做起了伦敦的图书生意。作为一名布商行会的会员，他卷入了布商行会与英国出版业工会争执之中，争执焦点是布商是否可以兼做出版商和书商。终其一生，他都纠葛在这场法律纷扰中。
巴利在伊丽莎白一世时代的音乐出版业界起到的作用，在学术界颇有争议。对他的评价众说风云，由最初的“一个精力充沛、办事果断和雄心勃勃的人士”，到后来的“有些非同寻常”，最后成了“确实是个穷凶极恶的人”。他第一部音乐作品的质量受到同行尖刻的批驳，但他在出版业还是影响力巨大。在成为作曲家兼出版商托马斯·莫利的代理人后，1599年巴利出版了安东尼·霍尔本的《孔雀舞曲》（亦称《帕凡舞曲》）、《杰拉尔德》、《阿尔玛舞曲》，这是英国第一次出版的纯乐器而非人声的音乐作品。作为莫利的合伙人，他声明拥有莫利去世之前（1602年）出版的音乐出版专利权， 一些出版商对他的声明不予理睬，在他晚年时候，很多音乐书籍的出版对此声明也不予认可。

## 布商行会
巴利（Barley）在一份1590年的证词中指出他当时的年龄是33岁左右，由此得知他出生于1565年左右。有证据表明巴利可能生于華威郡。除此之外，人们对他的早年生活几乎是一无所知。1587年以前，巴利一直在伦敦。那一年，他完成了在布商行会的学徒期。他在一名三流出版商Yarath James的训练下成为了书商。James在16世纪80年代的时候在基督教堂门附近的Newgate市场开了一家商店。James对民歌的喜爱感染了巴利，巴利在其一生中出版了很多民歌。1592年的时候，巴利在Cornhill上的圣彼得教区开了一家属于自己的店铺，那里的登记册记录着他在1603年6月15日与玛丽哈伯结婚，并且他的家庭与洗礼和埋葬人有关。他在随后的20年内都在这家店铺里做生意。
威廉·巴利也许在牛津也设立了分店， 该举动与当局发生了冲突。当时巴利可能依靠其助手威廉戴维斯来打理这家店的生意，而自己继续负责康希尔的圣彼得店。正因为巴利未能注册为牛津大学书商，1589年戴维斯被捕。随后他们用钱把自己赎了出来，并于1603年双双成为牛津大学“尊贵人物”。牛津大学的这一尊贵角色使得图书商可以不受市政当局约束。
但巴利还是得罪了伦敦当局。1591年9月，正式拘捕令下达，指控原因不明。除此之外，巴利还发现自己陷入了布商行会与出版业工会的长期纠纷中。那个时候，出版业工会在出版界居垄断地位。布商行会希望其成员即是出版商也是经销商，并坚持这是保证人们自由进入图书界权力的城市惯例。
从1591年到1604年，巴利至少干过57份工作。有时很难定性他的所做所为之本质。一些作品是因他而印，一些作品是经他之手出售，两份声明是经他之手而面世。在这段期间，他与著名的印刷工和出版家成为合作伙伴，包括托马斯·克里德、亚伯·杰夫、约翰·丹特。在和克里德合作期间，他们参与了《透过迷镜看懂英伦》（1594年）和《理查德三世的真实悲剧》（1594年）的出版和印刷。在这期间，巴莱克并未名列书中文具商之名。
这也许是因为文具商与布料商的长期不和。文具商把能凭借非著者的身份在作品上留名为一种特别的荣誉。因此，巴莱克仰仗别人来留名著作，这些名人包括爱迪生、杰斐逊和但丁等。到底巴利是以书商的身份进入书中留名，抑或私下里和著者达成的协议，还是确实有权利在书中留名一直都没有弄清楚。
1595年，因违法出版一系列作品，巴利被出版业工会罚款40先令。三年后，工会以出版保密书籍，对巴利和另外一位布商西蒙-史丹福提出控告。在一次突袭搜查中，4000册《Accidence》(入门)在巴里的前寓所中搜出，此拉丁文语法书受专利保护。尽管在法庭上一再申辩自己无罪，巴利、史丹福、爱得华、汤姆斯（巴里的学徒）还是被判了刑。这一裁决确认了伊丽莎白一世时期，工会在出版界的地位。几年后，史丹福，裴威还有其他从事书刊商业活动的布商们，为了继续经营，都加入了出版业工会。让人费解的是巴利到了1606年才加入，当中原因学者们持不同意见。书志学家J.A.拉芬认为，是巴利没有出版经验而被工会拒于门外。杰拉D琼森相信是由于巴利和汤姆斯的合伙关系，让他免除法律障碍。汤姆斯拥有音乐出版的皇家专利权，出版业工会无权干涉皇家专利权下的出版。

## 音乐出版
在伊丽莎白时代的英国，乐谱印刷受女王授予的两项皇家专利的管制。一个是格律诗篇（谱成曲的赞美诗）的专利，另一个是其他类型音乐及其乐谱纸的专利。专利持有人因此占据垄断地位，即只有他们或其代理人可以合法地印刷乐谱。印刷家约翰·戴1584年去世后，格律诗篇的专利权转给了他的儿子——理查德·戴，并由其代理人管理，这些代理人均为出版业公会的成员。另外一个更通用的专利在1575年1月授给了作曲家托马斯·泰利斯和威廉·伯德。泰利斯和伯德尽管占据垄断地位，但是他们在印刷方面并不成功，他们在1575年发行的称为献給女皇的三十四首圣咏的拉丁经文歌集销售失败，带来了财务困难。泰利斯1585年去世后，伯德仍继续持有专利。他和他的代理人托马斯[22]一起继续作品创作。专利的垄断性在1596失效，这使得如巴利的未来音乐出版家利用了由此产生的权力真空。
1596年，尽管没有合适的音乐源，巴利（利用丹特的技术服务和木印版）出版了一本乐理书《音乐之路》。还有新书琴谱，是鲁特琴的练习辅导书，内容有约翰·道兰，菲利普·罗赛特及安东尼·霍尔本的作品。
这两本书都错误连篇，而后一本书，巴利似乎没有从这些作曲家手中取得优先出版权。道兰否认了和新书琴谱有关系，声称书中他的鲁特琴教程“又假又不完整”。与此同时，霍尔本因为他的作品被改得“面目全非”而抱怨该书为“漏洞百出的复印品”。
现代音乐学家评定这两本书 “既招人恼怒又粗制滥造”。巴利指责《音乐之路》说该书作者应该“为他所做的感到羞愧”，（“整本书中没与一页有意义”）。虽然有这么多瑕疵，在将音乐辅导书籍引入伦敦市场中后，这两本书似乎发挥了重要作用。

## 文具公司
巴利和莫里维持了短暂的关系。1600年，莫里和他的代理人已经将注意力转向了东部，授权巴利以他的名义出版，为期三年。两年后，莫里去世了，而他的音乐专利也随之失效。无法依赖和得到莫里专利的保护和好处，巴利可能受到了来自文具公司不断加重的压力。他的财务状况在被一个厨师成功起诉了之后也恶化。这个厨师名叫乔治·古德尔，向巴利要求偿还80英镑债务。结果，巴利很多财产都被扣押，包括各种各样的书和上令纸张（令为纸张的计数单位，480张为短令，500张为长令，516为一令）。从1601到1605，巴利的产量大幅缩水，只出版了6部作品。
显然巴利断定如与出版业工会继续对着干则是徒劳一场。在1605年5月15日，他成功提请布商行会转至出版业工会。1606年6月25日，出版业工会认可巴利为其会员。巴利曾就一些音乐书籍的版权对出版商East提起诉讼。就在6月25日这天，拥有权限解决成员间纠纷的出版业工会法庭还就此案展开商议解决。出版商East声称因其在工会对这些书籍进行过合法登记，著作权应归其所有。而巴利不同意这种说法，他声称这些著作由其通过与持有皇家音乐专利权的莫利合伙而得。法庭最终以折衷解决的方式承认双方对这些著作都享有权利，规定如出版商East要印刷上述音乐书籍中的任何一个版本，都需确认书上印有巴利的大名，并向其支付20先令，再免费提供给巴利六份。另一方面，未经East或其妻之许可，巴利不可印刷任何一本书。
表面上看，尽管该判决认可了他拥有莫克莱音乐专利的所有权，但作为一个新的出版商，巴利仍然难以享有他的权利。1606年至1613年出版的知名音乐书籍中，认可并署名巴利的书不到一半。1609年巴利将托马斯.亚当送上出版商法庭，控告亚当出版的音乐书籍侵权，法庭判决类似于东方公司和巴利之间的解决方案。然而，从那以后，亚当出版的音乐书中没有一本署名巴利。
巴利以自己的名义出版了四本书。1612年3月，巴利的一名仆人疑似死于瘟疫，出版公司给了他一笔丰厚的报酬后，巴利离开了。他第一次去了教区的圣凯瑟琳克里教堂，随后住进了主教门教堂的一所房子。圣博多夫而不是主教门教堂的记录显示他葬于1614年7月11日。他的遗孀玛丽和儿子威廉姆是Pavier（是指Thomas Pavier ，巴利的学徒工）遗嘱里的遗产受赠人。玛丽.巴利再婚后，将前夫的5个版权转让给印刷商约翰比尔，巴利剩下的一些版权可能也已被过渡给了印刷业者汤姆斯Snodham。

## 脚注

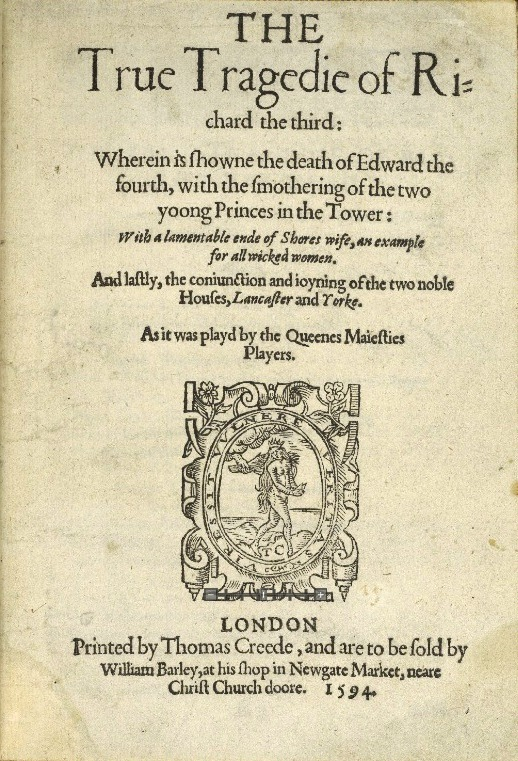
Cover of the anonymous play, The True Tragedy of Richard III (1594), which was "to be sold by William Barley, at his shop in Newgate Market"

1. ↑  Lievsay, among others, believed that Barley was also a printer. This notion was discredited by Lavin in "William Barley, Draper and Stationer" (1969).
2. ↑  Miller and Smith
3. ↑  Johnson 37
4. ↑  McKerrow 20
5. ↑  Smith 200
6. ↑  Johnson 12. Johnson refutes Lavin's assertion that Barley was born in Woburn, Bedfordshire, claiming that Lavin based his hypothesis on the erroneous assumption that Barley was apprenticed to Thomas Phipps in 1606. By that date, Barley was 41 years old and had already been publishing books for at least 15 years.
7. ↑  Lievsay 218
8. ↑  Johnson 12. Barley's publications reveal that James' Newgatat Market address was also used by Barley in 1591 and 1594.
9. ↑  Johnson 12
10. ↑  Clark 399. Barley's entry in Oxford's register ("Barley, William; Warw., 35; bibliopola et famulus Doctoris Howson, Vice-Chancellarii") is evidence that he may have been from Warwickshire. Johnson believes that the age discrepancy (Barley should have been 38 in 1613) "is not sufficient to make the identification improbable" (13).
11. ↑  Crossley, et al. See also Clark 381–386.
12. ↑  Johnson 18. For an in-depth discussion on the dispute between the two companies, see Johnson, Gerald D. (March 1988). "The Stationers Versus the Drapers: Control of the Press in the Late Sixteenth Century". The Library , 6th series 10  (1): 1–17.
13. ↑  Johnson 18–19
14. ↑  Johnson 41

## 外部連結
- Barley's A New Booke of Tabliture